# Ciesława
Ciesława – staropolskie imię żeńskie, stanowiące formę skróconą od imienia Ciechosława lub nienotowanego w dawnych źródłach, lecz możliwego imienia Cieszysława.
Męska forma: Ciesław